# Lakhdar Boumediene

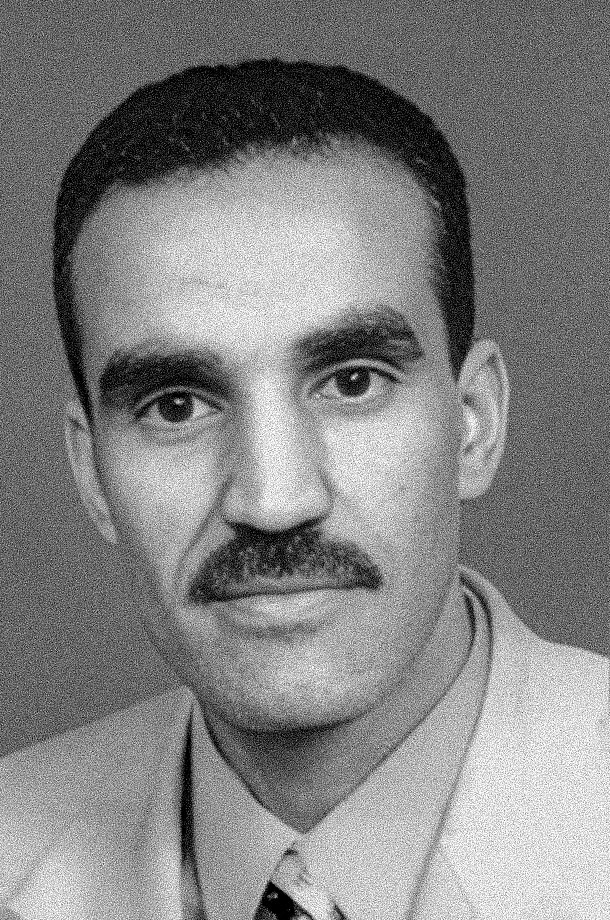
Lakhdar Boumediene im Jahr 2001

Lakhdar Boumediene (arabisch لخضر بومدين) (* 27. April 1966 in Ain Soltgane, Provinz Saida, Algerien) ist ein ehemaliger Mitarbeiter des Roten Halbmonds. Er wurde von US-Militärs in Bosnien 2002 in das Gefangenenlager des US-Marinestützpunkts Guantanamo auf Kuba verbracht und nach siebeneinhalb Jahren ohne eine Anklageerhebung am 15. Mai 2009 wieder entlassen. Bekannt wurde er u. a. durch den Präzedenzfall Boumediene v. Bush, in dem er Kläger war. Heute lebt er mit seiner Familie in der Provence (Frankreich).

## Hintergrund
Als Mitarbeiter der Hilfsorganisation Roter Halbmond zog Boumediene 1997 von Algerien nach Bosnien und Herzegowina. Er wurde Leiter der Humanitären Hilfe in Sarajevo und war für durch den Krieg verwaiste Kinder zuständig. 1998 nahm er die bosnische Staatsbürgerschaft an. Die USA hegten den Verdacht, dass er einen Anschlag auf die Botschaft der Vereinigten Staaten geplant habe. Bosnien und Herzegowina wurde um Amtshilfe erbeten und Boumediene wurde im Oktober 2001 mit fünf weiteren Verdächtigen festgenommen. Da keine Beweise für diese Anschlagspläne vorlagen, wurden die Verdächtigen durch den Obersten Strafgerichtshof in Bosnien im Januar 2002 wieder freigelassen. Unmittelbar nach ihrer Freilassung wurden diese Männer jedoch auf Druck der USA an amerikanische Soldaten übergeben und nach Guantanamo geflogen. Diese Gruppe wurde anschließend als die „Algerian Six“ bezeichnet.
Im Sommer 2003 wurden durch den deutschen Militärischen Abschirmdienst (MAD) verdeckte Untersuchungen durchgeführt. Ein Offizier befragte Angehörige der Inhaftierten und gab sich dabei als Journalist aus. Der MAD kam zu dem Schluss, dass es „tatsächlich Hinweise für eine eventuelle ungerechtfertigte Festnahme und für eine zumindest höchst zweifelhafte Deportation“ vorlagen. Trotz Empfehlung des Offiziers, weitere Schritte zu unternehmen und Protest gegenüber den USA einzulegen, geschah anscheinend nichts dergleichen. Stattdessen wurde der Bericht nach Angaben des Verteidigungsministeriums aus dem EDV-System der Bundeswehr gelöscht. Der Bundesnachrichtendienst hat den Bericht nach eigenen Angaben nicht erhalten.

## Gefangenschaft
Am 20. Januar 2002 traf Boumediene als einer der ersten Gefangenen in Guantanamo ein. Eine Anklage wurde nicht erhoben, auch wurde ihm der Grund der Inhaftierung nicht genannt. Nach eigenen und nach Angaben seiner Anwälte wurde er mehr als 100 Mal verhört, geschlagen und tagelang nicht schlafen gelassen. Außerdem musste er stundenlang in schmerzhaften Positionen verharren. Als Protest gegen die Inhaftierung ging Boumediene in den Hungerstreik, dem durch Zwangsernährung begegnet wurde.

## Vorgeschichte und Verfahren
Das Verfahren Boumediene v. Bush ist das dritte Verfahren, in dem sich der Oberste Gerichtshof der Vereinigten Staaten mit den Rechten sogenannter ungesetzlicher Kombattanten im US-Gefangenenlager auf Kuba befasst hat.
Nach den Terroranschlägen im September 2001 wurde vom Präsidenten George W. Bush eine Militärverordnung erlassen, nach der Ausländer auf unbestimmte Zeit und ohne Erhebung einer Anklage in Gewahrsam genommen werden können. Der Weg zu ordentlichen Gerichten sollte den Gefangenen verwehrt werden.
Dennoch gelangte ein Haftprüfungsantrag bis zum Obersten Gerichtshof und wurde im Verfahren Rasul v. Bush verhandelt. Das Gericht befand, dass die Gefangenen zumindest die Möglichkeit haben müssen, ihre Inhaftierung von einer neutralen Instanz überprüfen zu lassen. Als Reaktion auf dieses Urteil wurden durch das Verteidigungsministerium Militärkommissionen eingerichtet, die diese Aufgabe übernehmen sollten. Der Kongress verabschiedete das Gesetz über die Behandlung festgehaltener Personen (Detainee Treatment Act), das die Rechte der Gefangenen regelt.
Im Juni 2006 wurde im Urteil Hamdan v. Rumsfeld durch den Obersten Gerichtshof festgestellt, dass der Kongress durch die Antiterrorgesetze, wie auch durch den Detainee Treatment Act, dem Präsidenten nicht die Vollmacht erteilt hat, Militärkommissionen anstelle ordentlicher Gerichte einzurichten. Effektiv wurde hier die fehlende Legitimation der Exekutive durch die Legislative bemängelt. Als Reaktion auf dieses Urteil verabschiedete der Kongress wenig später den Military Commissions Act, der im Wesentlichen die bisherige Praxis in einem Gesetz formulierte.
Auch Boumediene stellte einen Antrag auf Haftprüfung (writ of habeas corpus). Seine Forderung nach Anhörung von einem ordentlichen Gericht durchlief sämtliche Instanzen. Da ihm inzwischen der Military Commissions Act 2006 weitere Schritte versperrte, wurde sein Antrag durch das zuständige Bundesgericht wegen fehlender Zuständigkeit verworfen. Auch das Berufungsgericht, der Court of Appeals, bestätigte diese Einschätzung. Es blieb nur der Weg, sich über eine Petition an den Supreme Court zu wenden, der per Certiorari (wit of certiorari) eine Überprüfung des Falls annahm. Im Gerichtsverfahren Boumediene v. Bush wurden nun verfassungsrechtliche Aspekte beleuchtet. Der Supreme Court legte im Dezember 2007 in einer richtungweisenden Entscheidung fest:
- Das Recht auf Haftprüfung (privilege of the writ of habeas corpus) ist Bestandteil der Verfassung. Mit einem Exkurs über die historische Entwicklung des Begriffs wurde aufgezeigt, dass sich der habeas corpus zum Freiheitsrecht entwickelt hat. In der Verfassung findet sich dies in der sogenannten Suspension Clause wieder. Die Prüfung muss von einem Bundesgericht oder einer adäquaten Alternative durchgeführt werden.
- Die USA haben zwar keine Souveränität über Guantanamo, das habeas corpus-Recht ist jedoch nicht starr an die Grenzen formaler Souveränität gebunden. Guantanamo unterliegt der ausschließlichen Kontrolle der USA, deshalb hat auch hier die Verfassung Gültigkeit. Die Formulierung in der Verfassung schließt Ausländer mit ein.
- Das Recht auf habeas corpus kann gemäß Verfassung nur im Falle von Invasion oder Rebellion ausgesetzt werden. Diesen Zustand konnte das Gericht nicht erkennen.
- Durch den Military Commissions Act war als Ersatz für eine Prüfung durch ein Bundesgericht eine Militärkommission bestimmt worden. Eine Revision war ausschließlich vor dem Court of Appeals vorgesehen, der nur prüfen durfte, ob von der Militärkommission die gesetzlichen Verfahrensvorgaben eingehalten wurden. Dieses Ersatzverfahren wurde durch das Gericht als nicht ausreichend beurteilt. Die weitere Ausformuliung eines Verfahrens, das die Interessen der Exekutive und die der Gefangenen berücksichtigt, wurde den Bundesgerichten überlassen.

Damit wurde der Military Commissions Act ausgehebelt und Lakhdar Boumediene stand der Weg zu einer Haftprüfung vor einem Bundesgericht (District Court) frei.
Fünf Monate später wurde sein Fall durch den Bundesrichter Richard J. Leon in Washington überprüft. Nach der richterlichen Anhörung entschied das Gericht, dass Boumediene und vier der Männer, die mit ihm verhaftet wurden, umgehend freizulassen sind, da keine Beweise für ihre Schuld vorlagen.

## Entlassung
Am 15. Mai 2009 wurde er freigelassen. Boumediene konnte jedoch nicht nach Algerien zurückkehren, weil er dort als bedroht angesehen wurde. Frankreich erklärte sich bereit, Lakhdar Boumediene und seinen Mitgefangenen Saber Lahmar aufzunehmen. Mit seiner Familie lebt er heute in der Provence.

## Publikationen
- Lakhdar Boumediene und Mustafa Ait Idir (2017): Witnesses of the Unseen. Seven Years in Guantanamo Redwood Press. ISBN 978-1503601154